# 신정구
신정구(1972년 ~ 2011년 11월 27일)은 대한민국의 방송 작가이다. 2000년 MBC 공채 작가로 입문하여 독특한 소재의 시트콤 《두근두근 체인지》와 《안녕, 프란체스카》 등을 집필하며 톡톡 튀는 아이디어와 감성을 표현하는 작가로 사랑을 받으며 두터운 팬층이 있다. 2012년 1월 방영 예정이었던 시트콤 《선녀가 필요해》의 작업에 몰두하고 있었으나, 투병해오던 지병인 간부전으로 2011년 11월 27일 39세의 나이로 유명을 달리했다.

## 작품 활동

### 방송
- 2004년 MBC 일요미니시트콤 《두근두근 체인지》
- 2005년 MBC 주간시트콤 《안녕, 프란체스카》
- 2008년 MBC 일일시트콤 《그분이 오신다》 - 초반

### 영화
- 2004년 《어디선가 누군가에 무슨 일이 생기면 틀림없이 나타난다 홍반장》 - 각본
- 2005년 《B형 남자친구》 - 각본
- 2005년 《작업의 정석》 - 각본
- 2006년 《원탁의 천사》 - 각색
- 2007년 《라듸오 데이즈》 - 각색
- 2009년 《여배우들》 - 각색

## 수상
- 2004년 MBC 연예대상 특별상 작가부문